# Unidades de medida obsoletas de Rusia
Hasta 1924 se utilizaba un sistema nativo de Unidades de peso y medida en el Imperio ruso y en la Unión Soviética. En ese año se adoptó el sistema métrico.
El sistema tártaro es muy similar al ruso, pero algunos nombres son diferentes.
El sistema existía desde los tiempos del Rus de Kiev, pero Pedro el Grande ordenó redefinir las unidades rusas en relación con el sistema inglés. Hasta Pedro el Grande, el sistema utilizaba numeración cirílica, y a partir de entonces se empezó a utilizar el sistema hindú-arábigo.

## Longitud
La unidad básica rusa es el arshín (codo), en uso desde el siglo XVI. Fue estandarizado por Pedro I en el siglo XVIII para medir exactamente 28 pulgadas inglesas (71.1 cm). Así, 80 vershóks = 20 piads = 5 arshíns = 2.240 pulgadas inglesas.
Un piad (пядь, "palmo") o chétvert (че́тверть, “cuarto”), aquí es la distancia entre los extremos del dedo meñique y el índice.
| Unidad         | Ruso           | Traducción           | Proporción | Métrico   | Imperial      |
| -------------- | -------------- | -------------------- | ---------- | --------- | ------------- |
| tochka         | то́чка          | punto                | 1/2800     | 0.254 mm  | 1/100 pulgada |
| líniya         | ли́ния          | línea                | 1/280      | 2.54 mm   | 1/10 pulgada  |
| diuim          | дюйм           | pulgada              | 1/28       | 2.54 cm   | 1 pulgada     |
| vershok        | вершо́к         | punta                | 1/16       | 4.445 cm  | 1 ¾ pulgadas  |
| piad, chétvert | пядь, че́тверть | palmo, cuarto        | 1/4        | 17.78 cm  | 7 pulgadas    |
| fut            | фут            | pie                  | 3/7        | 30.48 cm  | 1 pie         |
| arshín         | арши́н          | codo                 | 1          | 71.12 cm  | 2 ⅓ pies      |
| sazhen         | са́жень         | braza                | 3          | 2.1336 m  | 7 pies        |
| verstá         | верста́         | vuelta (de un arado) | 1500       | 1.0668 km | 3,500 pies    |
| milia          | ми́ля           | milla                | 10,500     | 7.4676 km | 24,500 pies   |

Unidades alternativas:
- Majovaya sazhen (маховая сажень), distancia entre los extremos de los brazos extendidos = 1.76 m
- Kosaya sazhen (косая сажень), distancia entre el extremo de un brazo extendido y la punta de la pierna opuesta ligeramente desplazada) = 2.48 m
- Mezhevaya verstá, (межевая верста, "doble verstá" o "verstá de frontera"), usada para medir terrenos y distancias entre localidades (viene del antiguo valor de la verstá).

## Área
- Desiatina (десяти́на, "una decena")
  - Kaziónnaya desiatina (казённая десяти́на, desiatina del Tesoro u oficial) = 10,925.4 m² = 117,600 pies cuadrados = 2,400 sazhen cuadrados.
  - Vladélcheskaya desiatina (владе́льческая десяти́нa) = 14,567.2 m² = 156,800 pies cuadrados = 3,200 sazhen cuadrados.
    - Tres vladélcheskaya desiatina = 4 desiatinas oficiales.

## Volumen
Como en muchos sistemas de medida, el ruso distingue entre medidas sólidas y líquidas de capacidad. Nótese que el chetvert aparece en ambas listas con valores muy diferentes.

### Medidas sólidas
| Unidad    | Ruso     | Traducción | Proporción | Métrico    | Imperial      | Estadounidense |
| --------- | -------- | ---------- | ---------- | ---------- | ------------- | -------------- |
| chast     | часть    | parte      | 1/30       | 109.33 cm³ | 0.219 pinta   | 0.263 pinta    |
| kruzhka   | кру́жка   | taza       | 2/5        | 1.312 L    | 2.309 pinta   | 2.773 pinta    |
| gárnets   | га́рнец   | pot        | 1          | 3.279842 L | 2.886 cuarto  | 3.466 cuarto   |
| vedró     | ведро́    | balde      | 4          | 13.12 L    | 2.886 galones | 3.466 galones  |
| chetverik | четвери́к | cuartillo  | 8          | 26.239 L   | 2.886 peck    | 2.978 peck     |
| osmina    | осьми́на  | un octavo  | 32         | 104.955 L  | 2.886 bushel  | 2.978 bushel.  |
| chétvert  | че́тверть | cuarto     | 64         | 209.91 L   | 5.772 bushel  | 5.957 bushel   |

### Unidades líquidas
| Unidad               | Ruso               | Traducción        | Proporción | Métrico    | Imperial             | Estadounidense        |
| -------------------- | ------------------ | ----------------- | ---------- | ---------- | -------------------- | --------------------- |
| shkálik, kosushka    | шка́лик, косу́шка    | medida, "chupito" | 1/200      | 61.5 mL    | 2.16 onzas líquidas  | 2.08 onzas líquidas   |
| charka               | ча́рка              | copa de vino      | 1/100      | 123 mL     | 4.33 onzas líquidas  | 4.16 onzas líquidas   |
| butylka (vodochnaya) | буты́лка (во́дочная) | botella (vodka)   | 1/20       | 615 mL     | 21.64 onzas líquidas | 20.796 onzas líquidas |
| butylka (vinnaya)    | буты́лка (ви́нная)   | botella (vino)    | 1/16       | 768.7 mL   | 1.35 pintas          | 1.625 pintas          |
| kruzhka              | кру́жка             | taza              | 1/10       | 1.23 L     | 2.16 pintas          | 2.6 pintas            |
| chétvert             | че́тверть           | cuarto            | 1/8        | 1.537 L    | 1.35 cuartos         | 1.624 cuartos         |
| vedró                | ведро́              | balde             | 1          | 12.29941 L | 10.821 cuartos       | 12.997 cuartos        |
| bochka               | бо́чка              | barril            | 40         | 491.98 L   | 108.22 galones       | 129.967 galones       |

## Peso/masa
| Unidad    | Ruso     | Traducción | Proporción     | Métrico     | Imperial y estadounidense |
| --------- | -------- | ---------- | -------------- | ----------- | ------------------------- |
| dolia     | до́ля     | parte      | 1/9216 = 1/962 | 44.435 mg   | 0.686 granos              |
| zolotnik  | золотни́к | dorado     | 1/96           | 4.26580 g   | 65.831 granos             |
| lot       | лот      |            | 1/32           | 12.7974 g   | 0.451 onzas               |
| funt      | фунт     | pound      | 1              | 409.51718 g | 14.445 onzas              |
| pud       | пуд      |            | 40             | 16.3807 kg  | 36.121 lb                 |
| berkovets | берковец |            | 400            | 163.807 kg  | 361.206 lb                |

El pud se usaba en Rusia, Finlandia, Bielorrusia y Ucrania. El pud fue mencionado por primera vez en una serie de documentos del siglo XII. Todavía puede hallarse en documentos en referencia a la producción agrícola (especialmente de cereales), y se utiliza en la fundición de campanas para las nuevas iglesias ortodoxas.